# 胡兰成
胡蘭成（1906年2月28日—1981年7月25日），原名胡積蕊，小名蕊生，男，浙江绍兴嵊縣人，中國近代作家。張愛玲第一任丈夫。曾任職汪精衛政權。

## 生平
胡蘭成出生於浙江嵊縣三界鎮胡村，在杭州蕙蘭中學讀書，青年時於燕京大學旁聽課程，善写作。

### 汪政權經歷
追随汪精卫，對日抗戰時期任汪精衛政權宣传部次长、行政院法制局长。
1943年，胡與上海女作家張愛玲相戀，第一次見面時，胡說“你的身材這樣高，這怎麼可以？”
1944年与张爱玲秘密结婚，1947年离婚。
上海极司非尔路76号特工总部警卫队长吴四宝被暗杀后，胡蘭成与其遗孀佘爱珍同居。他晚年出版的最後一本書《今生今世》詳細的描寫了他在愛情與政治上搖擺的個性，人们戲稱《今生今世》是一部「群芳譜」。

#### 大楚報任社長
1944年，對日戰爭晚期，在日本駐南京外交官池田篤紀的支持下，胡蘭成至漢口辦《大楚報》，任社長。他負責連絡中共與日軍，希望共同對抗中華民國國民革命軍。

#### 戰後兵變未竟
1945年，日本投降，胡蘭成策劃兵變，希望結合激進日軍與殘餘親日勢力，成立獨立政府，對抗中華民國。在蔣介石接到緊急電報後，迅速與日軍總指揮官岡村寧次與日本外相谷正之連絡，在兵變未成形前就加以撲滅。胡蘭成在浙江一带匿名逃亡，後潛藏於溫州，開始写《山河岁月》。

### 東渡日本
1950年，胡蘭成、鄒平凡與其他二名友人，由上海搭火車至廣州，在香港認識唐君毅，同年，在佘愛珍與熊劍東之妻的資助下，搭輪船，偷渡到日本橫濱，投奔日本前駐華大使館的官員清水董三和池田篤紀。
1951年，移居東京，之後长期定居日本。
1954年3月与佘爱珍结婚。開始學習日語，結識數學家岡潔和諾貝爾物理學獎得主湯川秀樹。

### 抵台任教文化大學
1972年10月，中國文化學院（今中國文化大學）邀請胡蘭成至台灣授課。1974年，蔣介石批准申請，胡蘭成來到台灣教書。其文學才能影響了部份臺灣文人，尤其是朱西甯、朱天文、朱天心父女，受其影響頗深。在台灣文學界對他的評價也是兩極化，有人相當欣賞他的散文風格，有人則對他有相當嚴厲的評論。在新儒家學者中，他與唐君毅交好，但牟宗三、徐復觀等人則極不欣賞他。
1975年，蔣介石過世，蔣經國成為國民黨黨主席。胡蘭成曾上書蔣經國，希望進行政治改革。同年，趙滋蕃在《中央日報》專欄中，攻擊胡蘭成曾在汪精衛政權工作，指責他是漢奸。余光中與胡秋原繼而在報章上發表文章攻擊，警備總部查禁了胡蘭成的書籍《山河歲月》。胡蘭成被文化大學解職，在朱西甯家開設私人易經課程。包括作家郑愁予、蔣勳、张晓风、管管、袁琼琼、曹又方、苦苓、渡也、向阳、杨泽、蒋晓云、履疆等都聽過他講課。這些作家大多也是受張愛玲影響的作家，也因此在政府大力封鎖胡蘭成的當下，仍然願意冒險跑來聽課。可見張胡二人當時在台灣的影響力。

### 離台返日
1976年，胡蘭成離開台灣，再度客居日本。其妻佘愛珍與女兒在東京開酒吧，成為胡蘭成主要經濟來源。
1979年他的書《禪是一枝花》在台灣由三三出版社出版，书中「郭涣」指朱西甯，「堂妹」指朱天文，將朱天文比喻张爱玲，作者在序言：「小孩儿有时候说谎话，是为了想说更真的话。」

### 逝世
1981年7月25日，因心臟衰竭，死於東京都，享年75歲。身後葬於東京都福生市的墓園，其子胡紀元（胡蘭成與全慧文所生的最小兒子）於2016年4月4日從南京市搭機飛抵東京為其父掃墓，父子於1950年之後除書信往返外未曾再相見。

## 主要著作
- 《今生今世》：书中“没有举行仪式，只写婚书为定，文曰：胡兰成张爱玲签订终身，结为夫妇，愿使岁月静好，现世安稳。上两句是爱玲撰的，后两句我撰，旁写炎樱为证。 ”
- 《山河岁月》
- 《禅是一枝花》
- 《中国文学史话》
- 《革命要诗与学问》
- 《建国新书》

## 家庭
胡兰成有三子三女，长子胡启为唐玉凤所生，幼女胡晋明是在日本时所收养，其余两子两女为全慧文所生，其中胡宁生为中国天文仪器专家。

## 相關作品
- 台灣三毛作品《滾滾紅塵》電影劇本，劇情參考張愛玲與胡蘭成經歷改編，男主角即是影射胡蘭成。
- 《胡蘭成傳》張桂華著
- 有指出張愛玲著作《色，戒》中的易先生影射胡蘭成
- 張愛玲著作《小团圆》中的邵之雍影射胡蘭成